# Levandefödande tandkarpar
Levandefödande tandkarpar eller ungfödande tandkarpar (Poeciliidae) är en familj fiskar som kallas så eftersom de "föder" levande ungar. Detta är dock en sanning med modifikation: dels är det i själva verket bara medlemmar i underfamiljen Poeciliinae som föder levande ungar (övriga arter hör till de äggläggande tandkarparna och är alltså romläggare), och dels spricker i själva verket ägget så sent som strax innan "födseln", och snarare än att i egentlig mening föda levande ungar är dessa arter alltså ovovivipara. Hos en del, till exempel dvärgtandkarpen Heterandria formosa och alla arter inom släktet Ilyodon, förekommer dock ett intressant förstadium till moderkaka, det vill säga ägget försörjs delvis med näring av modern innan ynglet föds.
De flesta levandefödande arterna brukar föda en kull per månad. Antalet yngel per kull varierar med storleken på arten, men rör sig i allmänhet inom 10–150 yngel. Ynglen är hos det stora flertalet arter synnerligen välutecklade vid födseln, och gulesäcken är redan förbrukad. De börjar därför äta direkt efter födseln, till skillnad från yngel av romläggande fiskarter, som lever av gulesäcken under den första tiden efter kläckningen. Yngel av levandefödande tandkarpar har redan från födseln en ganska stor mun, och kan ta byten som är mer än hälften så stora som de själva, till exempel mygglarver. Ett flertal arter, i synnerhet mollies, är utpäglade växtätare (herbivorer) i sitt yngelstadium. Guppyn – den kanske mest kända akvariefisken – såväl som svärdbärare och platy, ingår i denna grupp.

## Underfamiljer och släkten

### Aplocheilichthyinae
- Aplocheilichthys Bleeker, 1863 – lyktögonfiskar
- Hylopanchax Poll & Lambert, 1965
- Laciris Huber, 1982
- Lacustricola Myers, 1924
- Poropanchax Clausen, 1967

### Poeciliinae
- Belonesox Kner, 1860
- Brachyrhaphis Regan, 1913
- Carlhubbsia Whitley, 1951
- Cnesterodon Garman, 1895
- Gambusia Poey, 1854 – moskitofiskar
- Girardinus Poey, 1854
- Heterandria Agassiz, 1853
- Limia Poey, 1854
- Micropoecilia Hubbs, 1926
- Neoheterandria Henn, 1916
- Pamphorichthys Regan, 1913
- Phallichthys Hubbs, 1924
- Phalloceros Eigenmann, 1907
- Phalloptychus Eigenmann, 1907
- Phallotorynus Henn, 1916
- Poecilia Bloch & Schneider, 1801 – guppy, mollies med flera
- Poeciliopsis Regan, 1913
- Priapella Regan, 1913
- Priapichthys Regan, 1913
- Pseudopoecilia Regan, 1913
- Quintana Hubbs, 1934
- Scolichthys Rosen, 1967
- Tomeurus Eigenmann, 1909
- Xenodexia Hubbs, 1950
- Xenophallus Hubbs, 1924
- Xiphophorus Heckel, 1848 – svärdbärare och platy

### Procatopodinae
- Cynopanchax Ahl, 1928
- Fluviphylax Whitley, 1965
- Hypsopanchax Myers, 1924
- Lamprichthys Regan, 1911 – tanganyika-killis
- Micropanchax Myers, 1924
- Pantanodon Myers, 1955
- Plataplochilus Ahl, 1928
- Procatopus Boulenger, 1904